# 1. Klavierkonzert (Liszt)

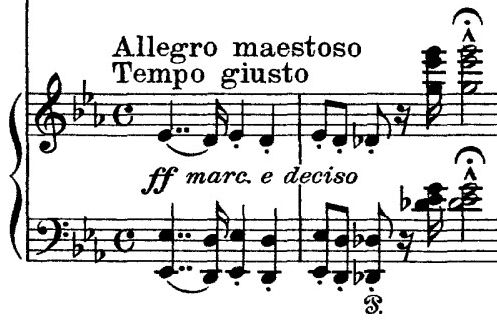
Franz Liszt, Klavierkonzert Nr. 1, 1. Satz, Hauptthema

Franz Liszt schuf erste Skizzen für das Klavierkonzert Nr. 1 in Es-Dur im Jahr 1832. Überarbeitet und in der heute bekannten dritten Fassung wurde es am 17. Februar 1855 im „Kleinen Saal“ des Weimarer Schlosses unter der Leitung von Hector Berlioz und dem Komponisten selbst als Solisten uraufgeführt.
Die genaue Bezeichnung des Werks lautet (1857 im Erstdruck bei Haslinger in Wien erschienen):
Erstes Concert für Pianoforte und Orchester. Henry Litolff zugeeignet von F. Liszt.

## Satzbezeichnungen
1. Allegro maestoso
2. Quasi adagio
3. Allegretto vivace – allegro animato
4. Allegro marziale animato

Die Sätze gehen ineinander über, einzige Zäsur bildet der Übergang vom dritten zum vierten Satz.
Eine Diskussion bezüglich der Drei- oder Viersätzigkeit des Werks schließt sich weitgehend aus.
Zwar gehen in der ersten erhaltenen Fassung des Konzerts die Taktzahlen des zweiten und dritten Satzes ineinander über und waren daher offenbar als Einheit konzipiert. Das viersätzige Grundmotiv der Fassung von der Uraufführung im Jahr 1855 ist jedoch biographisch belegt und in brieflichen Äußerungen abzulesen. Liszt spricht vom 4. Satz des Concerts vom Allegro marziale, auch vom 2. Satz Adagio und Scherzo es-Moll von Anbeginn des Triangels.

## Diskographie
- Géza Anda, Otto Ackermann/Philharmonia Orchestra (EMI) [7./8.V.1955]
- Nareh Arghamanyan, Alain Altinoglu/Rundfunk-Sinfonieorchester Berlin (PentaTone) [IV/2012]
- Martha Argerich, Claudio Abbado/London Symphony Orchestra (DG) [12.II.1968]
- Claudio Arrau, Hans Rosbaud/RSO Frankfurt (RRG) [15.V.1935]
- Claudio Arrau, Eugene Ormandy/The Philadelphia Orchestra (Columbia) [17.II.1952]
- Claudio Arrau, Colin Davis/London Symphony Orchestra (Philips) [12.–14.XII.1979]
- Daniel Barenboim, Pierre Boulez/Staatskapelle Dresden (DG) [VI/2011]
- Emanuel Ax, Esa-Pekka Salonen/Philharmonia Orchestra (Sony) [1993]
- Boris Berezovsky, Hugh Wolff/Philharmonia Orchestra (Teldec) [XII/1994]
- Michel Béroff, Kurt Masur/Gewandhausorchester Leipzig (EMI) [XII/1978 & VI/1979]
- Lazar Berman, Carlo Maria Giulini/Wiener Symphoniker (DG) [VI/1976]
- Bertrand Chamayou, Jérémie Rhorer/Le Cercle de l’Harmonie (Ambroisie) [16.X.2011]
- Shura Cherkassky, Anatole Fistoulari/Philharmonia Orchestra (HMV) [10.–15.IV.1952]
- Shura Cherkassky, Heinz Wallberg/Bamberger Symphoniker (World Record Club/EMI) [VI/1964]
- France Clidat, Roger Norrington/Residentie Orkest Den Haag (Decca) [XI/1975]
- France Clidat, Pierre Cao/Orchestre Symphonique de Radio-Télé-Luxembourg (Forlane) [IX/1982]
- György Cziffra, Pierre Dervaux/Orchestre National de la Radiodiffusion Française (Pathé) [28./29.I. & 1.II.1957]
- György Cziffra, André Vandernoot/Philharmonia Orchestra (HMV) [I/1961]
- György Cziffra, György Cziffra Jr./Orchestre de Paris (HMV) [4.IV.1969]
- Ivan Davis, Edward Downes/Royal Philharmonic Orchestra (Decca) [1972]
- Barry Douglas, Jun’ichi Hirokami/London Symphony Orchestra (RCA/BMG) [15. & 17.II.1989]
- Sergio Fiorentino, Erich Riede/Hamburg Pro Musica (Saga) [10.VII.1958]
- Annie Fischer, Otto Klemperer/Philharmonia Orchestra (EMI) [V/1960 & V/1962]
- Nelson Freire, Michel Plasson/Dresdner Philharmonie (Berlin Classics; 1995)
- Walter Gieseking, Henry Wood/London Philharmonic Orchestra (HMV) [31.X.1932]
- Alexis Golovin, Paul Freeman/London Symphony Orchestra (Centaur) [19.II.1988]
- Horacio Gutiérrez, André Previn/London Symphony Orchestra (HMV) [11.–13.XII.1975]
- Stephen Hough, Andrew Litton/Bergen Filharmoniske Orkester (Hyperion) [14./16.VI.2011]
- Byron Janis, Kirill Kondrashin/Philharmonisches Orchester Moskau (Mercury) [14./15.VI.1962]
- Julius Katchen, Ataúlfo Argenta/London Philharmonic Orchestra (Decca) [I/1957]
- Wilhelm Kempff, Anatole Fistoulari/London Symphony Orchestra (Decca) [2. & 4.VI.1954]
- Zoltán Kocsis, Iván Fischer/Budapest Festival Orchestra (Philips) [XII/1988]
- Mischa Levitzki, Landon Ronald/London Symphony Orchestra (HMV) [11. & 14.XI.1929]
- Mikhail Lidsky, Vladimir Ponkin/Tschaikowsky-Symphonie-Orchester (Denon) [30.IV.1997]
- Louis Lortie, George Pehlivanian/Residentie Orkest Den Haag (Chandos) [22.–24.VI.2000]
- John Ogdon, Constantin Silvestri/Bournemouth Symphony Orchestra (BBC Legends) [20.IX.1967]
- Leonard Pennario, René Leibowitz/London Symphony Orchestra (RCA) [13.–16.III.1963]
- Swjatoslaw Richter, Kirill Kondraschin/London Symphony Orchestra (Philips) [19.–21.VII.1961]
- Artur Rubinstein, Antal Dorati/Dallas Symphony Orchestra (RCA) [11.II.1947]
- Artur Rubinstein, Alfred Wallenstein/RCA Symphony Orchestra (RCA) [12.II.1956]
- Emil von Sauer, Felix Weingartner/Orchestre de la Société des Concerts du Conservatoire, Paris (Columbia) [XII/1938]
- Kazune Shimizu, Michael Tilson Thomas/London Symphony Orchestra (CBS/Sony) [10./11.II.1986]
- Jean-Yves Thibaudet, Charles Dutoit/Orchestre Symphonique de Montréal (Decca) [V & X/1990]
- Earl Wild, Malcolm Sargent/Royal Philharmonic Orchestra (RCA) [9./10.X.1962]
- Krystian Zimerman, Seiji Ozawa/Boston Symphony Orchestra (DG) [IV/1987]